# GS Lavrio
Der GS Lavrio, vollständig Gymnastikos Syllogos Lavriou (griechisch Γυμναστικός Σύλλογος Λαυρίου, deutsch: Turnverein Lavrios), ist ein griechischer Sportverein, der in Lavrio beheimatet ist. Der Verein wurde 1990 gegründet und unterhält eine Leichtathletikabteilung sowie eine für Ringkampf. Bekannt ist der Verein vor allem für seine Basketballmannschaften, dessen inzwischen ausgegliederte erste Herrenmannschaft in der Basket League spielt.

## Basketball
Zwölf Jahre nach Inbetriebnahme einer Basketballmannschaft für Herren stieg diese zur Saison 2002/03 in die Gamma Ethniki, der vierthöchsten Spielklasse im griechischen Basketballwettbewerb, auf. In jener Saison wurde der Verein von Christos Seleris als Cheftrainer übernommen. Mit ihm gelang dem Klub der Aufstieg zur Saison 2007/08 in die dritte Liga. Ab der Saison 2010/11 spielte Lavrios erste Mannschaft in der A2 Ethniki. Den Aufstieg in die erstklassige Basket League gelang zur Saison 2015/16. Diese konnte mit dem elften Rang beendet werden und somit der Klassenerhalt gesichert werden. Leistungsgaranten in jener Saison waren, neben weiteren, Spieler wie Brandon Young und Nikos Barlos, sowie Marko Kešelj der während der bereits laufenden Saison verpflichtet werden konnte und noch zu 14 Spieleinsätzen kam, in denen er 134 Punkte erzielte. Publikumsliebling beim GS Lavrio war dessen Kapitän Sakis Giannakopoulos. Der Swingman spielte seit der Saison 2004/05 für Lavrio und blieb dem Verein seitdem treu. Im Sommer 2018  hatte Giannakopoulos seine aktive Karriere für beendet erklärt und nahm neben Seleris auf der Trainerbank als dessen Assistent seinen Platz ein. Die Vereinsleitung bestätigte zudem die erstmalige Teilnahme an einem europäischen Vereinswettbewerb. Lavrio hatte sich für den FIBA Europe Cup gemeldet, scheiterte dort in der ersten Qualifikationsrunde am  ukrainischen Vertreter BK Dnipro. Die griechische Liga wurde auf dem zwölften Rang beendet.
Im Sommer 2019 fusionierte der GS Kymis mit dem Klub aus Lavrio und ging in diesem auf.

## Sponsorennamen
- 2016/17 Lavrio – DHI[2]

- 2017/18 Lavrio MEGABOLT[3]

- 2018/19 Lavrio AEGEAN CARGO[4]

- 2019/20 Lavrio MEGABOLT[5]

### Bekannte Spieler
| - Sakis Giannakopoulos - Nikos Barlos | - Brandon Young - Marko Kešelj |

### Bekannte Trainer
- Christos Serelis